# كالداس دا رينها
كَلدَس غِنْهة أو (نقحرة: كالداس دي رينها) هي مدينة من مدن البرتغال. يبلغ عدد سكانها 51729 نسمة وذلك حسب إحصائيات سنة 2011. تبلغ مساحتها 255.69 كم². تأسست في القرن الخامس عشر على إليانور أفيس. وهي موطن للكثير من المؤسسات الثقافية ويوجد فيها تسعة متاحف فنية.

## المناخ
يظهر الجدول التالي التغييرات المناخية على مدار السنة لكلدس رنهة:
| البيانات المناخية لـكالداس دا رينها | البيانات المناخية لـكالداس دا رينها | البيانات المناخية لـكالداس دا رينها | البيانات المناخية لـكالداس دا رينها | البيانات المناخية لـكالداس دا رينها | البيانات المناخية لـكالداس دا رينها | البيانات المناخية لـكالداس دا رينها | البيانات المناخية لـكالداس دا رينها | البيانات المناخية لـكالداس دا رينها | البيانات المناخية لـكالداس دا رينها | البيانات المناخية لـكالداس دا رينها | البيانات المناخية لـكالداس دا رينها | البيانات المناخية لـكالداس دا رينها | البيانات المناخية لـكالداس دا رينها |
| الشهر                               | يناير                               | فبراير                              | مارس                                | أبريل                               | مايو                                | يونيو                               | يوليو                               | أغسطس                               | سبتمبر                              | أكتوبر                              | نوفمبر                              | ديسمبر                              | المعدل السنوي                       |
| ----------------------------------- | ----------------------------------- | ----------------------------------- | ----------------------------------- | ----------------------------------- | ----------------------------------- | ----------------------------------- | ----------------------------------- | ----------------------------------- | ----------------------------------- | ----------------------------------- | ----------------------------------- | ----------------------------------- | ----------------------------------- |
| الدرجة القصوى °م (°ف)               | 22 (72)                             | 27 (81)                             | 30 (86)                             | 30 (86)                             | 35 (95)                             | 40 (104)                            | 38 (100)                            | 40 (104)                            | 38 (100)                            | 30 (86)                             | 27 (81)                             | 21 (70)                             | 40 (104)                            |
| متوسط درجة الحرارة الكبرى °م (°ف)   | 15 (59)                             | 16 (61)                             | 18 (64)                             | 19 (66)                             | 21 (70)                             | 24 (75)                             | 25 (77)                             | 26 (79)                             | 25 (77)                             | 22 (72)                             | 18 (64)                             | 15 (59)                             | 20 (69)                             |
| متوسط درجة الحرارة الصغرى °م (°ف)   | 6 (43)                              | 6 (43)                              | 8 (46)                              | 10 (50)                             | 12 (54)                             | 14 (57)                             | 15 (59)                             | 16 (61)                             | 15 (59)                             | 12 (54)                             | 8 (46)                              | 7 (45)                              | 11 (51)                             |
| أدنى درجة حرارة °م (°ف)             | −3 (27)                             | −2 (28)                             | −2 (28)                             | 4 (39)                              | 5 (41)                              | 8 (46)                              | 10 (50)                             | 10 (50)                             | 7 (45)                              | 1 (34)                              | −1 (30)                             | −3 (27)                             | −3 (27)                             |
| الهطول مم (إنش)                     | 88 (3.5)                            | 51 (2.0)                            | 55 (2.2)                            | 69 (2.7)                            | 54 (2.1)                            | 16 (0.6)                            | 10 (0.4)                            | 16 (0.6)                            | 72 (2.8)                            | 101 (4.0)                           | 80 (3.1)                            | 92 (3.6)                            | 704 (27.6)                          |
| متوسط الأيام الممطرة                | 11                                  | 9                                   | 10                                  | 11                                  | 9                                   | 4                                   | 5                                   | 4                                   | 7                                   | 11                                  | 10                                  | 11                                  | 102                                 |
| ساعات سطوع الشمس اليومية            | 5                                   | 6                                   | 7                                   | 8                                   | 10                                  | 11                                  | 12                                  | 11                                  | 10                                  | 8                                   | 7                                   | 5                                   | 8                                   |
| المصدر:                             |                                     |                                     |                                     |                                     |                                     |                                     |                                     |                                     |                                     |                                     |                                     |                                     |                                     |

## أعلام
- بيتو
- أدريانا دي باروس
- ريكاردو مايا دي كامبوس
- جواو ألميدا
- جواو لوكاس
- فريدريكو فيريرا سيلفا

## وصلات خارجية
- ,%20by%20Município%20das%20Caldas%20da%20Rainha—the%20municipality's الموقع الرسمي]